# Alick Banda
Alick Banda (Mufulira, 15 novembre 1963) è un arcivescovo cattolico zambiano, dal 30 gennaio 2018 arcivescovo metropolita di Lusaka.

## Biografia

### Formazione e ministero sacerdotale
Dopo aver frequentato i seminari nazionali di St. Augustine e St. Dominic nello Zambia Maua e Itaga, è stato ordinato sacerdote il 7 agosto 1994.
Dal 1997 al 2002 è stato segretario personale del vescovo di Ndola Dennis Harold De Jong. In seguito ha approfondito gli studi teologici, conseguendo il dottorato in Germania. Dal 2005 al 2007 è stato cancelliere della diocesi di Ndola e docente di diritto canonico nel seminario Redemptoris Mater di Ndola e al Kalundu Study Centre di Lusaka.

### Ministero episcopale
Il 30 maggio 2007 papa Benedetto XVI lo ha nominato vescovo di Solwezi.
Ha ricevuto l'ordinazione episcopale il 29 luglio successivo dalle mani del nunzio apostolico in Zambia Nicola Girasoli, arcivescovo titolare di Egnazia Appula, co-consacranti l'arcivescovo di Lusaka Telesphore George Mpundu e il vescovo di Ndola Noel Charles O’Regan. 
Il 14 novembre 2009 lo stesso papa lo ha nominato vescovo coadiutore di Ndola (oggi arcidiocesi) e il 6 gennaio 2010, in seguito alle dimissioni di Noel Charles O’Regan, ne diviene vescovo.
Dal luglio 2014 al 12 aprile 2018 è stato vicepresidente della Conferenza episcopale dello Zambia.
Il 17 novembre 2014 ha compiuto la visita ad limina insieme agli altri vescovi zambiani.
Il 30 gennaio 2018 papa Francesco lo ha nominato arcivescovo metropolita di Lusaka, succedendo a Telesphore George Mpundu, dimessosi per raggiunti limiti d'età. Ha preso possesso dell'arcidiocesi il 14 aprile successivo.
Nel 2022 ha creato scalpore una sua lettera pastorale in cui considera l'omosessualità una "piaga sociale, che ha il tentativo di promuovere le tendenze LGBTQ contrarie alle leggi e alla cultura dello Zambia", chiedendo ai fedeli di "pregare e digiunare contro tutti questi vizi che sembrano essere accettati dalle autorità esistenti". La Conferenza episcopale dello Zambia ha preso le distanze da tali affermazioni, nonostante nello Zambia l'omosessualità sia considerata un reato.

## Genealogia episcopale
La genealogia episcopale è:
- Cardinale Scipione Rebiba
- Cardinale Giulio Antonio Santori
- Cardinale Girolamo Bernerio, O.P.
- Arcivescovo Galeazzo Sanvitale
- Cardinale Ludovico Ludovisi
- Cardinale Luigi Caetani
- Cardinale Ulderico Carpegna
- Cardinale Paluzzo Paluzzi Altieri degli Albertoni
- Papa Benedetto XIII
- Papa Benedetto XIV
- Papa Clemente XIII
- Cardinale Marcantonio Colonna
- Cardinale Giacinto Sigismondo Gerdil, B.
- Cardinale Giulio Maria della Somaglia
- Cardinale Carlo Odescalchi, S.I.
- Vescovo Eugène de Mazenod, O.M.I.
- Cardinale Joseph Hippolyte Guibert, O.M.I.
- Cardinale François-Marie-Benjamin Richard de la Vergne
- Cardinale Pietro Gasparri
- Cardinale Clemente Micara
- Cardinale Antonio Samorè
- Cardinale Angelo Sodano
- Arcivescovo Nicola Girasoli
- Arcivescovo Alick Banda